# Adalbert I de Vermandois
Adalbert I de Vermandois (sau Albert I, supranumit cel Pios) (n. cca. 915–d. cca. 987), a fost conte de Vermandois.

## Viața
in 946 he succeeded his father as 
Albert a fost fiul contelui Herbert al II-lea de Vermandois cu Adela de Franța. Oamenii săi și ai fratelui său Herbert au escortat-o pe mama regelui Ludovic al IV-lea al Franței, regina "Ottobega" (Eadgifu de Wessex) de la Laon pentru a se căsători cu Herbert, fapt care a stârnit mânia regelui Ludovic. Ludovic a confiscat posesiunile mamei sale, din abația Sfintei Maria din Laon, pe care le-a acordat soției sale, Gerberga de Saxonia, ca și din teritoriul regal Attigny. În 957, Albert și fratele său Robert de Vermandois, conte de Meaux și Troyes au fost susținători ai regelui Lothar al Franței.
Când Carol de Lorena s-a hotărât să își manifeste drepturile asupra tronului, el a fost sprijinit de către Albert și de cei doi nepoți de frate ai acestuia, conții Herbert al III-lea de Meaux și Odo al II-lea de Blois. Cei doi l-au sprijinit pe Carol în comploturile sale și au continuat să creeze probleme noului rege chiar și după ce Carol a fost capturat și închis.
Albert a fost depășit atunci când s-a produs alegerea ca rege al Franței a lui Hugo Capet. Când a fost înștiințat de intenția lui Hugo de a-l ataca, Albert l-a trimis pe Dudo de Saint-Quentin în Normandia pentru a afla dacă ducele Richard I își poate folosi influența pentru a-l convinge să mențină pacea, lucru care se pare că a fost întreprins de către duce. În ceea ce îl privește pe Hugo Capet, acesta avea suspiciuni față de Albert, apreciind că acesta urma să se răscoale împotriva sa. Albert, conte de Vermandois, a murit în jur de 8 septembrie 987 și a fost succedat de către fiul său, Herbert al III-lea în poziția de conte de Vermandois.

## Familia
În 954, Adalbert s-a căsătorit cu Gerberga de Lorena (d. 978), fiică a ducelui Gilbert de Lorena cu soția sa, Gerberga de Saxonia. Atunci când s-au căsătorit, Albert și Gerberga se înscriau în cele șapte grade de consanguinitate decretate de dreptul canonic al vremii. Ei erau veri de gradul al treilea. Niciuna dintre surse nu menționează vreo dispensă, fapt ce arată că Biserica Catolică nu avea cunoștință de această relație.
Copiii lor au fost:
- Herbert, care a succedat drept conte de Vermandois[1]
- Odo de Vermandois (n. cca. 956–d. cca. 983–987)[1]
- Liudolf de Noyon (c. 957–986)[1]
- Guy, conte de Soissons[7]